# Centro Unido
Centro Unido (CU) fue un partido político chileno fundado en enero de 2021, el cual fue liderado por Cristián Contreras Radovic. Fue disuelto en febrero de 2022 debido a que no alcanzaron los votos suficientes en las elecciones parlamentarias de 2021 para mantener su legalidad.

## Historia
Los orígenes de la agrupación se remontan a noviembre de 2020, cuando el periodista Cristián Contreras inició el proceso de recolección de apoyos para un futuro partido político. El 7 de enero de 2021 se firmó la escritura de constitución de Centro Unido, con lo cual se iniciaron los trámites ante el Servicio Electoral de Chile (Servel) para comenzar su proceso de legalización, que concluyeron el 23 de febrero con la publicación de la escritura de constitución.
El 17 de junio de 2021 el partido anunció que había alcanzado 18 775 firmas, las cuales le permitirían constituirse en las regiones de Antofagasta, Coquimbo, Valparaíso, Metropolitana, O'Higgins, Maule, Biobío, la Araucanía y Los Lagos. Para la recolección de firmas el partido contó con el apoyo de Gino Lorenzini y Franco Parisi, ambos impulsores del Partido de la Gente, quienes buscaban desarrollar una lista conjunta de candidaturas parlamentarias con Centro Unido y que finalmente no se materializó. El 11 de agosto de 2021 el Servel acogió la solicitud y el partido fue legalizado en las regiones antes mencionadas.
El 19 de agosto de 2021 el partido inscribió el pacto «Independientes Unidos» para las elecciones parlamentarias y de consejeros regionales junto al ultraderechista Partido Nacional Ciudadano. Si bien en un inicio Cristián Contreras anunció que iría como candidato a la presidencia, finalmente el 23 de agosto —último día para la inscripción de candidaturas— comunicó que optaría por un cupo al Senado arguyendo que el partido era aún demasiado nuevo y debían generar una estructura orgánica más sólida.

## Ideología
El partido se autodefinió como "de centro político, alejado de izquierdas y derechas" y confucianista.
En el ámbito económico, Cristián Contreras Radovic dijo que "hay que pegarle un palo a la izquierda y uno a la derecha", constituyendo el "palo" a la izquierda, la subida de los impuestos a la industria nacional, al ser Chile un país en vías de desarrollo, y el "palo" a la derecha, la noción de crecimiento sin considerar la distribución de la riqueza, o la sustentablidad de dicho crecimiento. También se habían manifestado a favor de una alta tasa impositiva en países desarrollados, para poder mantener la sociedad de bienestar.
Contreras también había manifestado promover la integración de energías limpias y el reciclaje en el crecimiento económico.

## Controversias

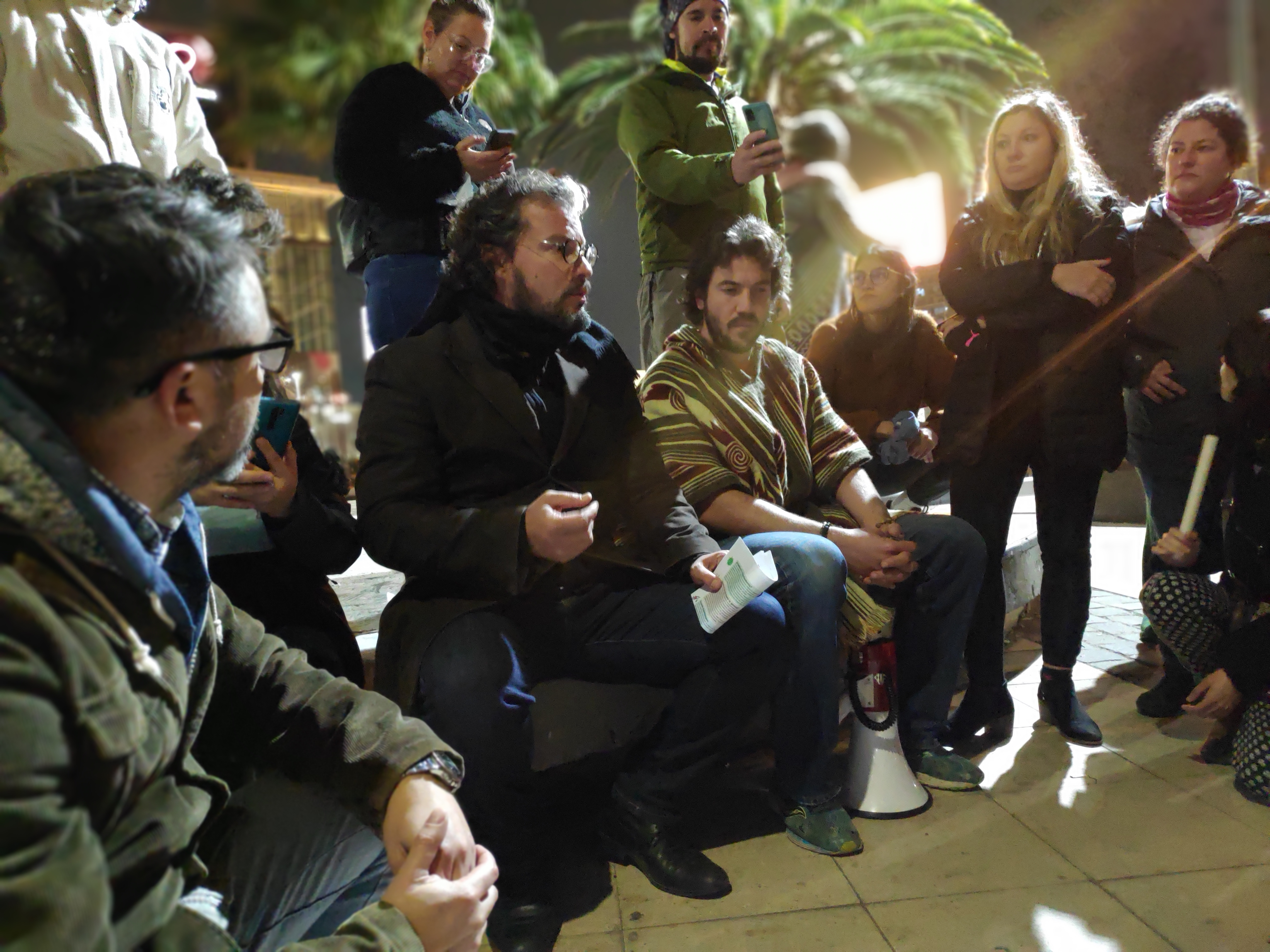
Cristián Contreras en la Plaza Egaña protestando contra las cuarentenas, el "pase de movilidad" y las mascarillas.

En 2021 y 2022, el presidente del partido, Cristián Contreras Radovic, fue criticado en varias ocasiones por no utilizar mascarillas en espacios públicos durante la pandemia de COVID-19 en Chile, especialmente en eventos públicos de recolección de firmas para el partido. Además, Contreras y Centro Unido han promovido diversas teorías conspirativas negando el COVID-19 bajo un discurso antiglobalista y antimascarillas.
El partido fue también criticado por algunos medios debido a una supuesta alianza con Fuerza Nacional (movimiento abiertamente pinochetista) en el marco del pacto Independientes Unidos (IU). Luego de esto, Centro Unido emitió una declaración desmintiendo todas las acusaciones, negando cualquier vínculo con el pinochetismo, acusando a dichos medios de difundir información falsa, y exigiendo la rectificación de dichas noticias, añadiendo que ninguno de los medios que emitían las acusaciones habían siquiera estado presentes en la conferencia de prensa de la firma del pacto IU.
Pese a la actual inexistencia del partido, algunos de sus simpatizantes siguen causando controversias. Este es el caso del diputado desaforado Francisco Pulgar Castillo, en contra de quien, el día 19 de febrero de 2025, se dictó la medida cautelar de prisión preventiva por el Juzgado de Garantía de Talca, en el marco de la investigación que lo tiene en calidad de imputado por delito de violación y abuso sexual reiterado sobre una menor de edad. Francisco Pulgar Castillo fue electo para el periodo 2022 - 2026 como diputado independiente por el distrito 17 apoyado por el partido Centro Unido. Luego de disuelto este partido, se unió a las filas del Partido de la Gente.

## Directiva
Las autoridades del partido fueron:
- Presidente: Cristián Contreras Radovic
- Secretario general: Enrique Soto Godoy
- Tesorera: Patricia Núñez Albornoz

## Resultados electorales

### Elecciones parlamentarias
|  | 2,80 % |

|  | 3,40 % |

Nota: El diputado electo fue el independiente Francisco Pulgar, quien tras asumir se incorporó a la bancada del Partido de la Gente.